# Cegielnia-Łyżnik
Cegielnia-Łyżnik – osada w Polsce, położona w województwie świętokrzyskim, w powiecie starachowickim, w gminie Pawłów.
W latach 1975–1998 miejscowość należała administracyjnie do województwa kieleckiego.
Według państwowego rejestru nazw geograficznych teren osady Cegielnia-Łyżnik jest bez zabudowy.